# Julius Maggi
Pour les articles homonymes, voir Maggi (homonymie).
Julius Maggi, né le 9 octobre 1846 à Frauenfeld et mort le 19 octobre 1912 à Küsnacht, est un entrepreneur suisse.

## Biographie

### Situation familiale et personnelle
Fils d'un immigrant italien, Michael Maggi (1807-1881), et d'une Suissesse, Anna Sophia Esslinger (1810-1891), Julius Michael Johannes est le cadet de cinq enfants. 
Après la mort de sa première épouse, il épouse, en 1879, Louise Müller, fille du pasteur de Seebach (canton de Zurich). Ils auront quatre enfants : trois filles, Klara Sophie Elisabeth Louisa dite Betty en 1880, Alice Louise Bertha en 1881, Lucie Louise Béatrice en 1888, et, en 1890, un garçon, Michael Julius Heinrich Felix dit Harry, garçon attendu pour assurer la succession, qui meurt d'une mauvaise grippe en 1926. 
En 1863, il entame un apprentissage commercial à Bâle, qu'il interrompt prématurément.

### Parcours professionnel

#### En Suisse
Maggi est ensuite engagé par une entreprise de minoterie de Budapest dont il devient directeur-adjoint au bout de deux ans. À la recherche de nouveaux débouchés, il met au point en 1884, sur les conseils du docteur Fridolin Schuler, un nouvel aliment populaire, la farine de légumineuses. Celle-ci est progressivement remplacée à partir de 1886 par des soupes préparées. En 1887, il lance l'arôme liquide Maggi. 

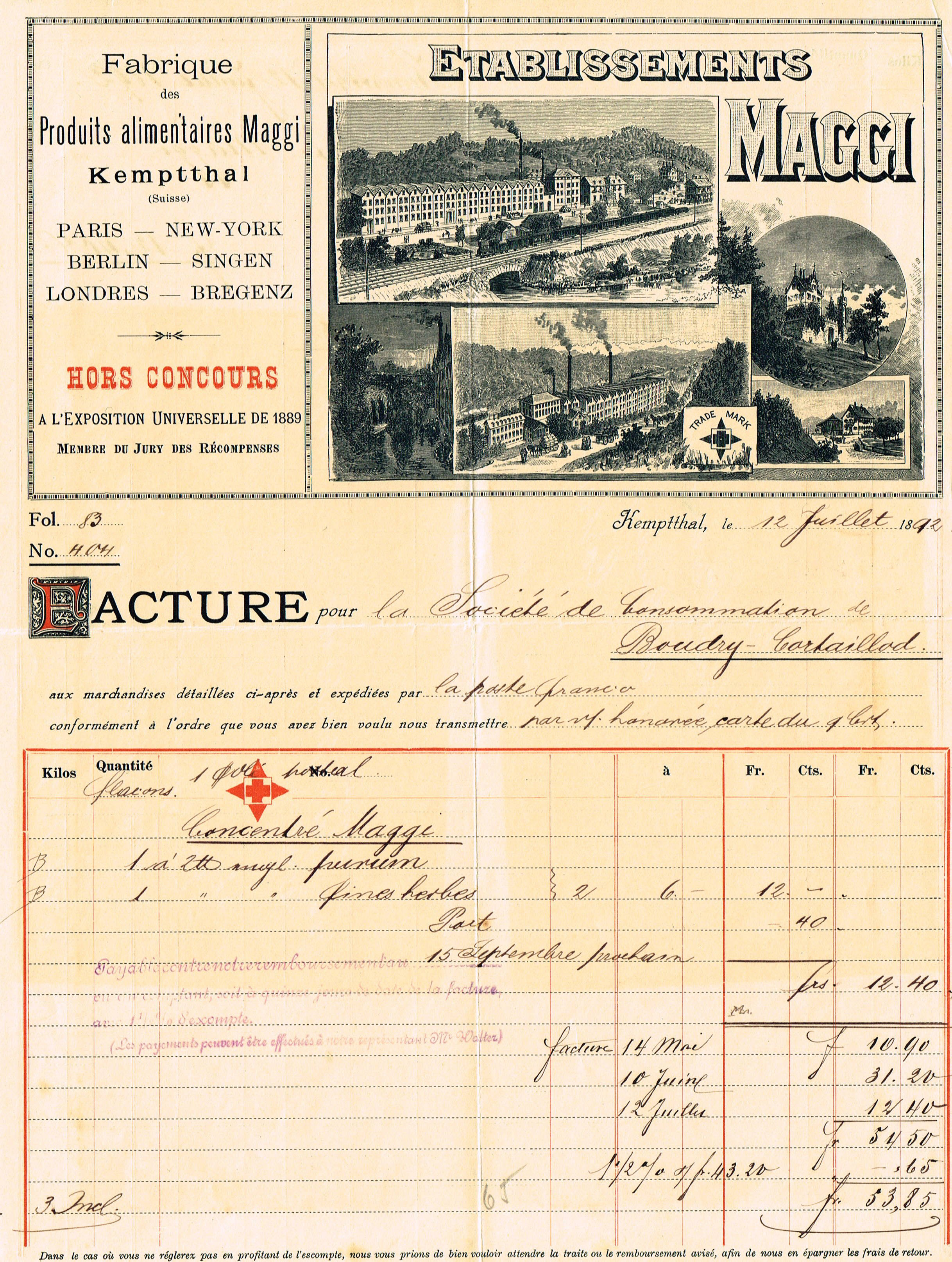
Facture des Établissements Maggi en date du 12 juillet 1892 ; délivrée par Julius Maggi.
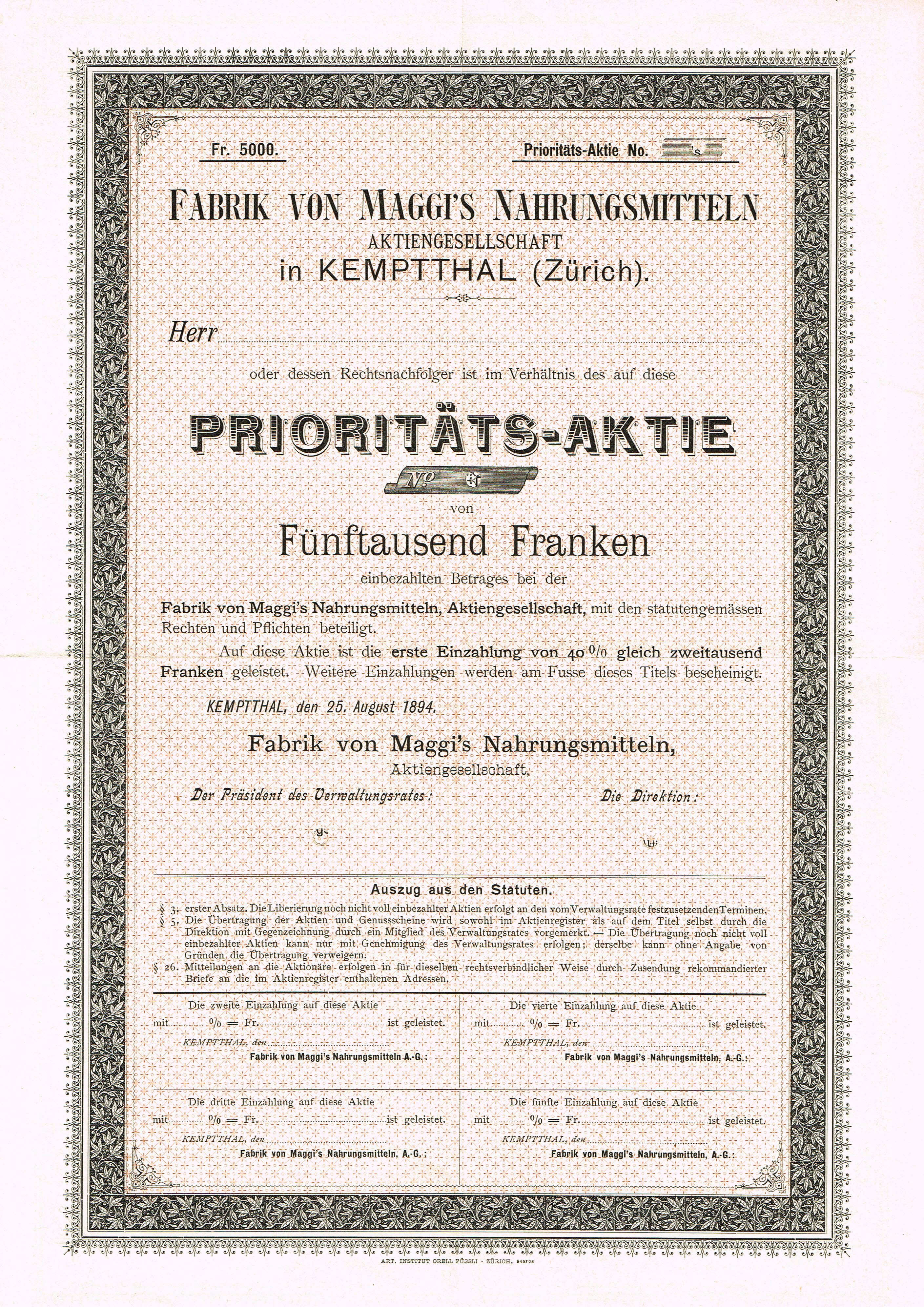
Share des Établissements Maggi en date du 25 août 1894 ; la plus ancienne action connue de cette entreprise.
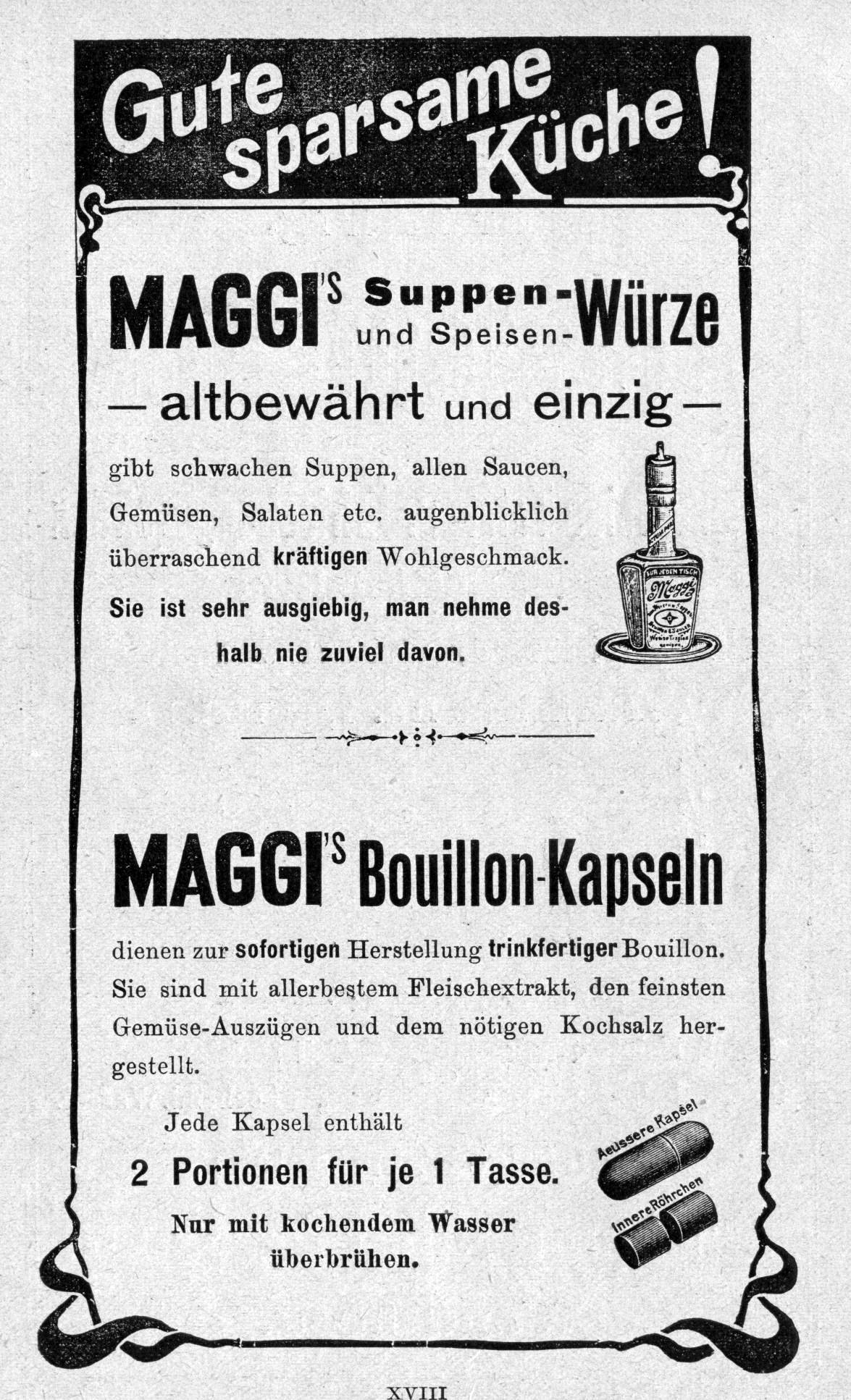
Publicité pour Maggi de 1903.

#### En France
À partir de 1897, Julius Maggi devient de plus en plus actif en France. Ainsi, il fonde en 1899 la « Société anonyme des boissons hygiéniques » . Tout au long de l'Exposition universelle de 1900, il est présent à Paris et réside, avec sa famille, place de l'Opéra. 
En avril 1901, il s'établit à Paris définitivement et crée, le 24 décembre 1902, la « Société laitière Maggi ». Le lait pasteurisé distribué par cette société sera contrôlé par un Institut du lait . Avant l'introduction du lait pasteurisé « Maggi », 90 000 enfants en France (dont 20 000 à Paris) étaient morts de choléra infantile au début du XXe siècle . Alors que les activités de Julius Maggi sur le marché laitier sont sévèrement attaquées par le Syndicat des crémiers et le journal L'Action française, il est promu, le 4 août 1907, officier dans l'ordre national de la Légion d'honneur. Son élan philanthropique, déjà visible lors de la création de la farine des légumineuses en Suisse dans sa jeunesse, a poussé cet homme d'affaires à combattre en France d'abord  « le péril vert » (l'absinthe) par une « boisson hygiénique », puis « le péril blanc » (le lait falsifié) par un lait pasteurisé et rigoureusement contrôlé . Le succès des ventes passe de 21 000 litres de lait par semaine en 1903 à plus d'un million de litres par semaine en 1912 .

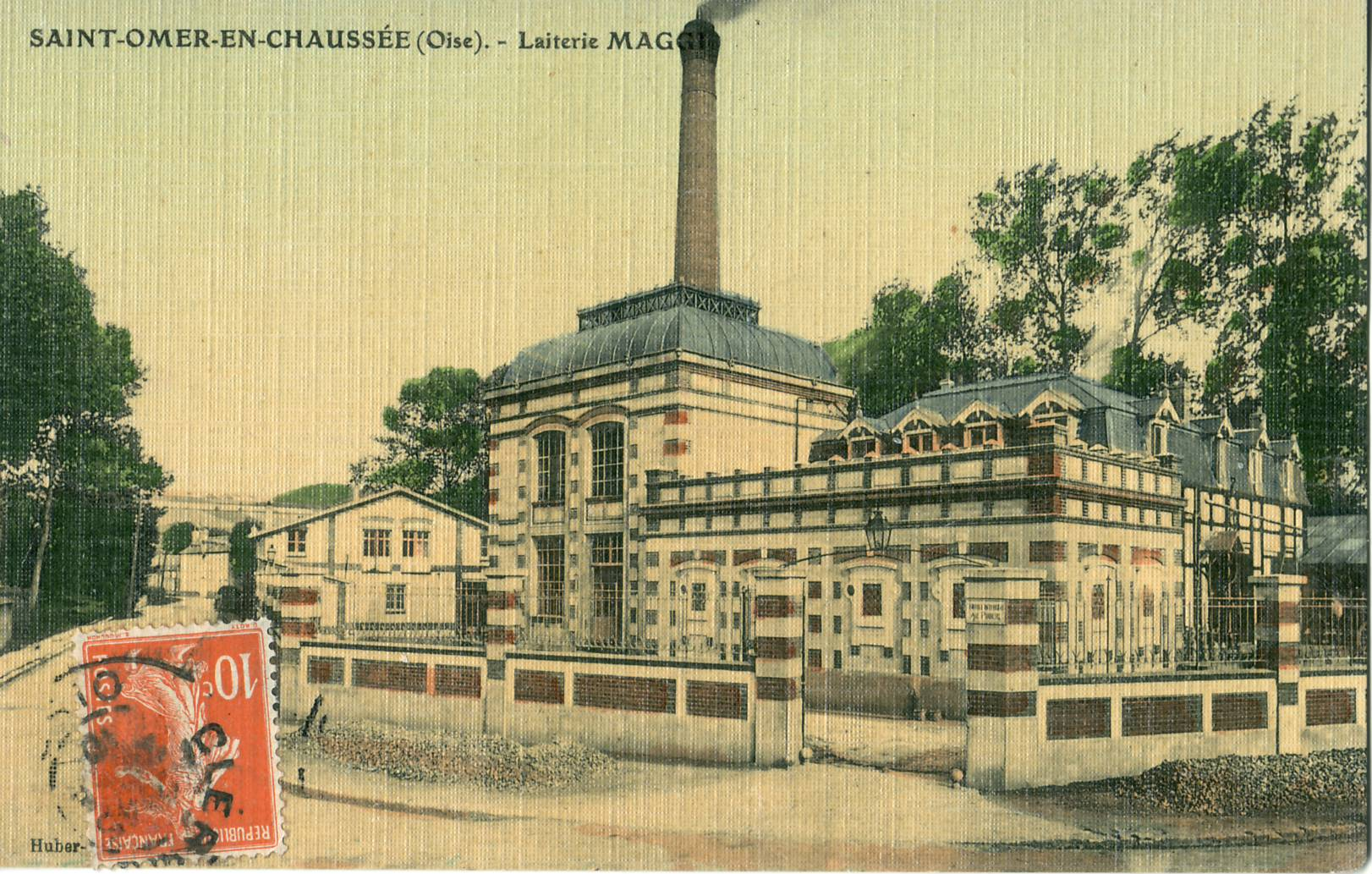
Centre de ramassage de la Société laitière Maggi à Saint-Omer-en-Chaussée pour le lait en provenance de la Normandie et de la Bretagne.

Un autre grand succès est, en 1907, la création du cube de bouillon, appelé « KUB » par suite de l'interdiction du Tribunal de commerce d'utiliser la désignation « Cube ». Dès 1912, six millions de ces cubes sont vendus par mois en France. Cette réussite est rendue possible grâce à une série d'importantes campagnes de publicités ainsi qu'à un « Bureau de dégustation » à Paris. Julius Maggi cherche également le soutien du célèbre chef cuisinier Auguste Escoffier pour l'« anoblissement de ses produits ».

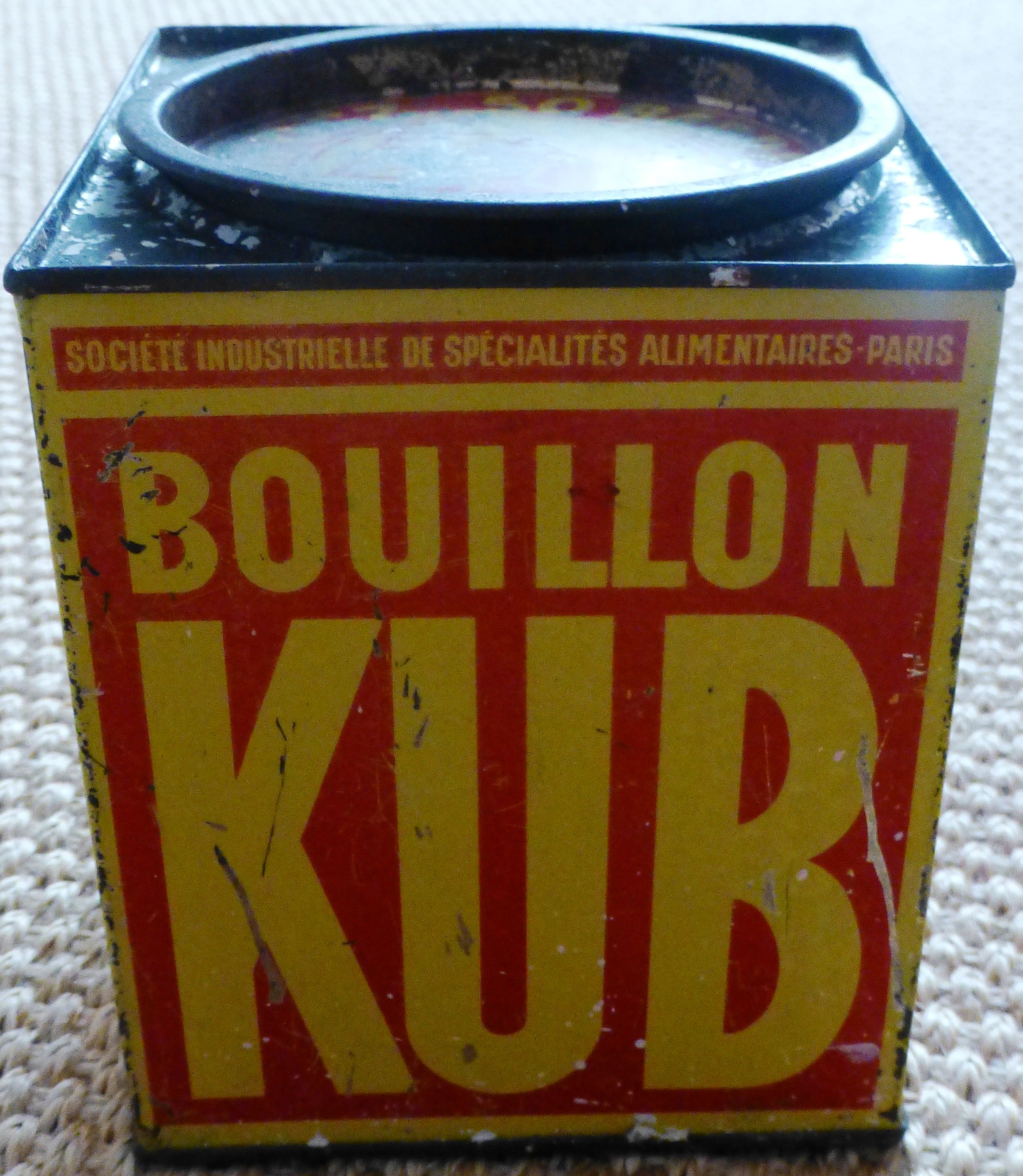
Sept ans après la mort de Julius Maggi, en 1919, son entreprise prend le nom de SISA (Société industrielle des spécialités alimentaires).

#### Campagne de dénigrement
Déjà attaqué par les syndicats des crémiers, Julius Maggi est également en butte à l'hostilité de la part de la presse d'extrême-droite française. En effet, le restaurateur Alexandre Duval qui finance cette presse voit en lui un concurrent. Léon Daudet va jusqu'à l'accuser d'espionnage au profit de l'Allemagne, à travers le déploiement de sa campagne publicitaire. Les affiches dissimuleraient, selon lui, des messages codés destinés aux soldats allemands. Le fils d'Alphonse Daudet recommande aux lecteurs de l'Action française d'acheter à sa place les bouillons d'Alexandre Duval. Il publie de faux documents pour étayer ses thèses, et parvient à causer le saccage de plusieurs boutiques Maggi en août 1914, au tout début de la Première Guerre mondiale.

#### Mort de Julius Maggi
Lors d'une séance de travail, il est victime d'un accident vasculaire cérébral ; très gravement malade, il est encore transféré en Suisse où il décède le 19 octobre 1912. Il repose dans le cimetière municipal de Lindau (canton de Zurich).
Au début de la Première Guerre mondiale en août 1914, le laboratoire et presque tous les 850 points de livraison de la Société laitière Maggi à Paris sont attaqués et détruits par une foule en colère. Partout en France, les plaques en métal émaillé « Maggi » et « KUB » sont dévissées, parce que Maggi est considéré comme une société allemande, qui ne sert que de couverture pour des activités d'espionnage contre la France. La rumeur court que les produits Maggi, notamment laitiers, sont empoisonnés. Une autre rumeur dit que Julius Maggi (qui, en réalité, était mort depuis deux ans) aurait tenté de s'enfuir de France avec 40 millions de francs cachés dans des bidons de lait et aurait été arrêté . La SLM (Société laitière Maggi) existera jusqu'en 1947   tandis que le cube de bouillon KUB survit encore au XXIe siècle sous le nom de « KUB OR ».